# Encombrement visuel

Démonstration de visual crowding. Fixez la lettre "X" et essayez d'identifier la lettre centrale ou la lettre unique qui apparaît sur la droite. La présence de lettres adjacentes rend la tache plus difficile.

L'encombrement visuel, plus connu sous les termes anglais de « crowding » ou « visual crowding », peut se définir comme une incapacité à identifier un objet auparavant parfaitement identifiable lorsqu’il est entouré de façon rapprochée par d’autres objets.
L'encombrement visuel provoque par exemple l'incapacité à lire, car les lettres isolées parmi les mots sont rendues illisibles. Les fonctions cognitives basiques comme la reconnaissance faciale peuvent également être sérieusement compromises. Ce phénomène se produit normalement en vision périphérique. Une sensibilité à l'encombrement visuel en vision fovéale et a été associée à la dyslexie développementale. Des phénomènes d'encombrement visuel ont été trouvés dans le cas de certain désordres neuropsychiatriques tels que la schizophrénie et l'autisme ce qui peut avoir des implications sur la compréhension de ces pathologies.